# Attelage automatique numérique
L'attelage automatique numérique, dénommé aussi couplage automatique numérique ou en anglais Digital Automatic Coupling (DAC), est un projet européen de recherche pour le développement et la construction d'un système d'attelage standard des trains de fret, patronné par Europe's Rail, un organe de l'Union Européenne. Ce système fait partie des nombreuses innovations en cours de développement au sein des groupes de travail européens pour harmoniser le système ferroviaire européen et s'inscrit dans la perspective d'une augmentation du trafic fret d'ici à 2030.

## Recherche et Innovation

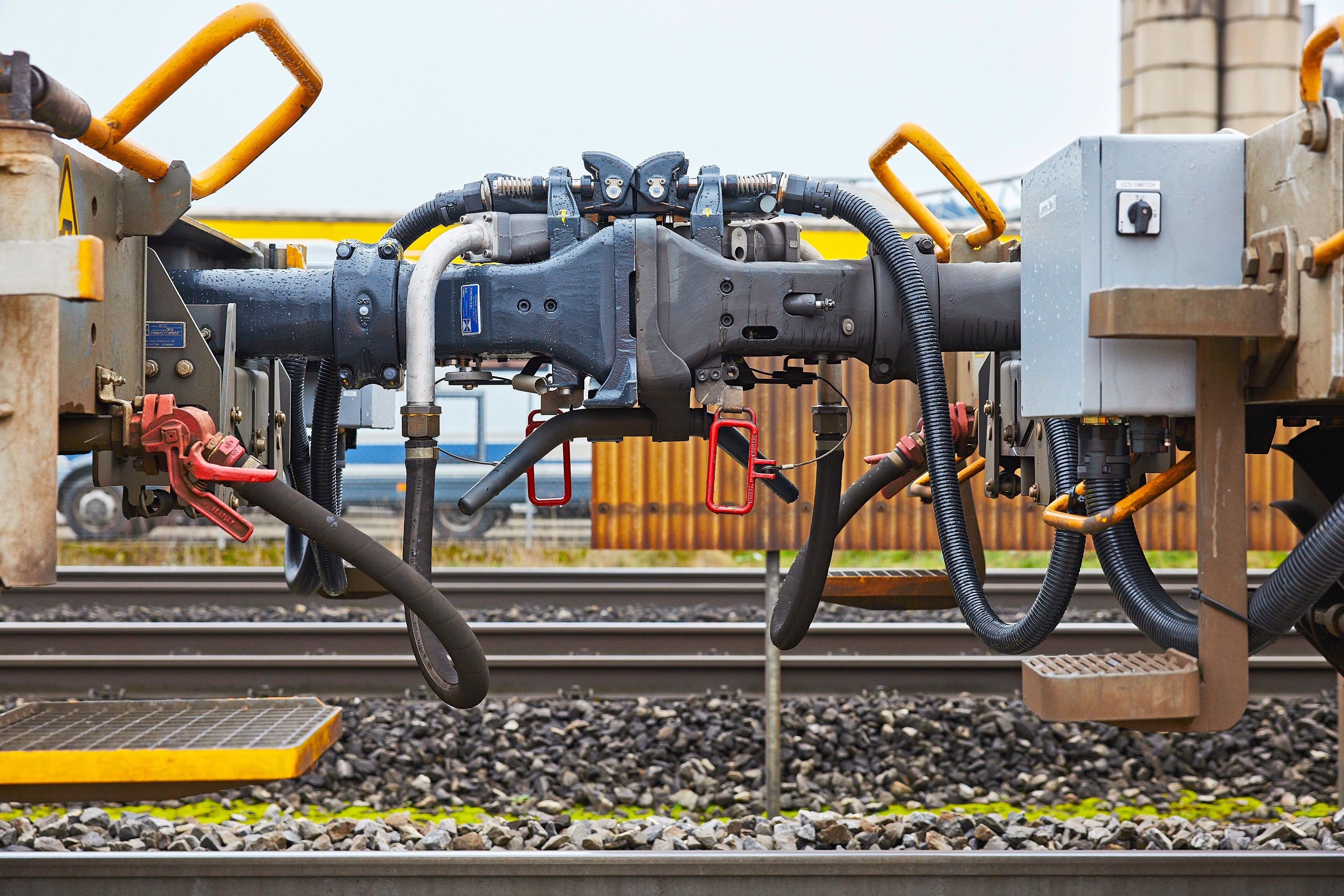
Attelage automatique numérique DAC

Le 21 septembre 2021, le Conseil de surveillance du programme européen de livraison de DAC, sur proposition du commité de programme (EDDP), a adopté une décision sur la sélection de la future conception de tête d'attelage standard du couplage automatique numérique à l'échelle européenne pour le transport de fret ferroviaire. Le choix s'est porté sur le verrou Scharfenberg comme type de tête de coupleur DAC. Cette décision est une étape importante dans le processus qui conduira à la conception finale de la tête d'attelage, garantissant l'interopérabilité et des performances opérationnelles libres de redevances et de licences.
Ce développement DAC est un projet commun européen soutenu aussi par des États comme la Suisse, l'Allemagne, l'Autriche et la Suède. Le DAC changera la donne pour le transfert modal vers le rail afin d'atteindre les objectifs du Green Deal de l'UE. Il permettra moins d'efforts et plus de sécurité pour le personnel de manœuvre.
Le consortium DAC4EU (Digital Automatic Coupling for Europe) est l'organisation à l'origine des tests du DAC. Il est composé de sept partenaires ( DB Cargo, Ermewa, GATX Rail Europe, Rail Cargo Austria, CFF Cargo et VTG) sous la direction de DB AG.
Le DAC rend le fret ferroviaire plus flexible, plus simple, plus fiable et plus économique, Il apporte les améliorations suivantes.
- L’attelage des véhicules et de leurs conduites de frein à air comprimé se fait automatiquement et remplace ainsi le processus manuel.
- La procédure de préparation du train est numérisée et remplace dans une large mesure les processus manuels de documentation et de contrôle[6].
- Il permet de tracter des trains plus longs, donc plus lourds et ainsi de fournir des indications essentielles sur l’intégrité du train (perte de wagon, échauffement des boîtes d’essieux, blocage de freins, …)[7]

Actuellement en Europe, environ 500 000 wagons de marchandises et 17 000 locomotives sont encore couplés manuellement.
En avril 2024, une nouvelle étape a été franchie avec la création d'un consortium dénommé Dacfit, avec DB Cargo et sept autres partenaires européens. L'équipement de 500 000 wagons devrait débuter en 2028 .
Le coupleur électronique développé par Voith devient la norme en Europe pour l'Attelage automatique numérique (DAC). Cette décision a été prise par le comité de pilotage du projet. La décision d'opter pour une conception de coupleur électronique marque une étape importante vers l'interopérabilité du DAC en Europe.
En 2025, Voith a commencé à livrer les premiers attelages à la société allemande Westfälische Landes-Eisenbahn qui est le premier opérateur de l’Union européenne à l'utiliser dans ses activités ferroviaires quotidiennes. Voith fournit 30 attelages automatiques CargoFlex de haute technologie. La société WLE, basée en Rhénanie-du-Nord-Westphalie, possède et exploite 120 kilomètres de voies ferrées et transporte environ 1,4 million de tonnes de marchandises par an. 

### Recherche en Suisse

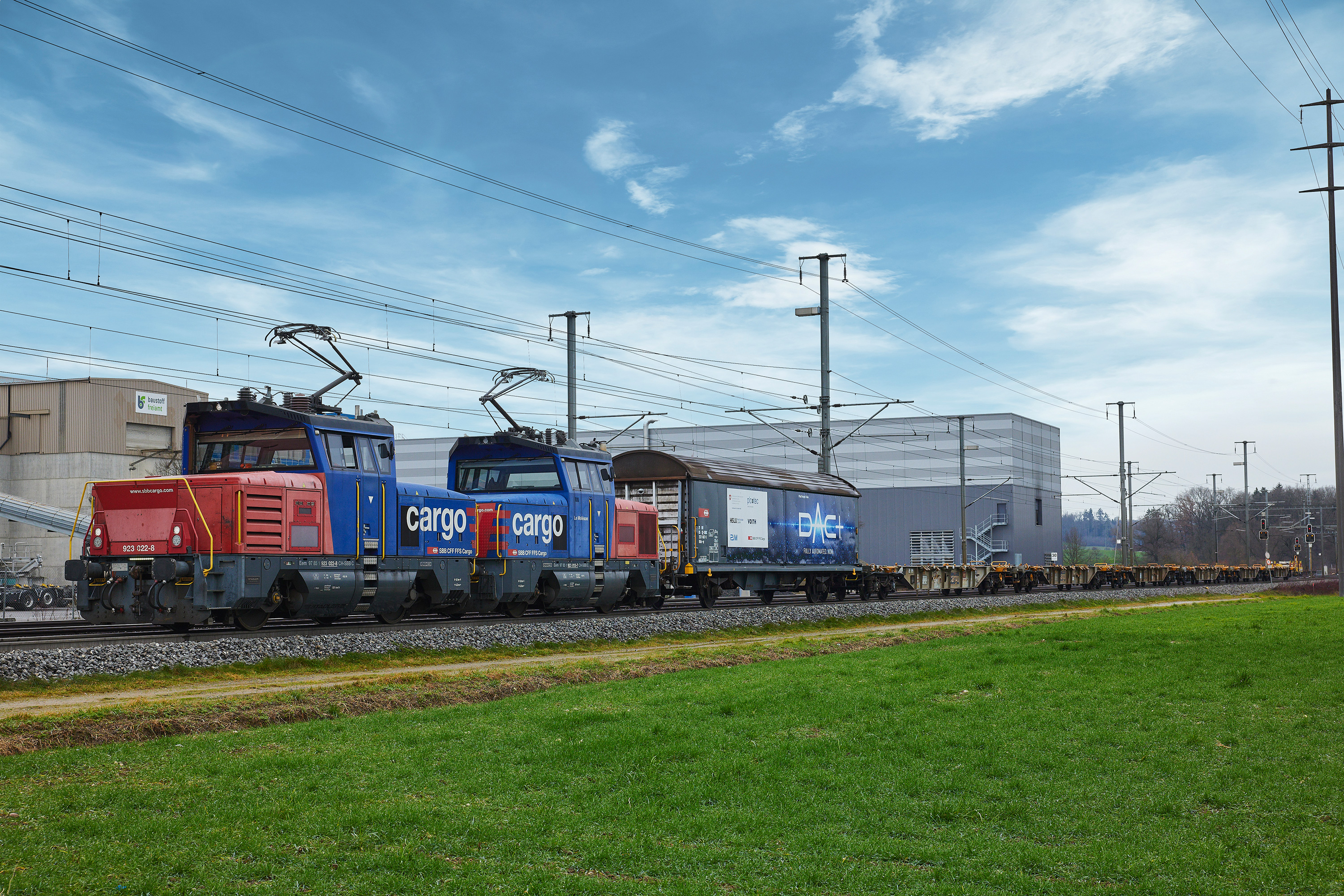
Le train d'essai pour le système DAC

Ces dernières années, l’entreprise a testé et mis au point la tête d’attelage retenue pour l'Europe, avec la collaboration de l’entreprise Voith. Ce projet commun européen est soutenu en Suisse par l'Office fédéral des transports, l'association des chargeurs (VAP) et l'Union des transports publics (UTP). L'attelage automatique numérique qui relie les wagons entre eux permet un stockage centralisé des données de surveillance et de sécurité des trains. CFF Cargo a donc lancé un projet pilote DAC+, soutenu par l'Office fédéral des Transports, en collaboration avec la Haute École de Lucerne, PJ Messtechnik (Autriche), plc-tec (Suisse) et le constructeur de machines Voith (Allemagne). Le but étant de tester, en condition réelle, les freins automatiques et le triage automatique (attelage, dételage), ainsi que la transmission numérique des données,,.

### Recherche en Allemagne
En Allemagne, le Digitale Automatische Kupplung (DAK), parallèlement au projet suisse, la Deutsche Bahn teste également une technologie qui transmet les données non pas via une conduite électrique, mais par un Single Pair Ethernet. Le projet pilote est commandé par le ministère fédéral allemand des transports et de l'infrastructure numérique,.

### Recherche en Suède
En Suède, c'est la société allemande Knorr-Bremse qui teste, dans des conditions réelles hivernales, le système automatique sur des trains de marchandises exploité par Trafikverket CFL sur le réseau ferroviaire suédois. Les tests seront effectués sous l'égide du programme de recherche et d'innovation de l'UE, l'entreprise commune ferroviaire européenne (EU-Rail). Ces tests visent de poursuivre le développement ciblé de systèmes de fret ferroviaire automatisés, pour un lancement sur le marché d'ici à 2025.
Knorr-Bremse a été confirmé en tant que fabricant de DAC agréé en décembre 2022 par TÜV-Süd et le programme européen de livraison de DAC (EDDP).